# Hard (Rihanna)
Hard è un brano musicale interpretato da Rihanna e dal rapper statunitense Young Jeezy, accreditato come Jeezy sulla copertina del singolo. È il secondo singolo ufficiale di Rihanna estratto dal suo quarto album, Rated R. Scritto da The-Dream, è stato prodotto da quest'ultimo insieme a Tricky Stewart. È stato pubblicato solo negli Stati Uniti.

## Descrizione
In un'intervista ad MTV News, il produttore Mikkel S. Eriksen degli Stargate ha annunciato che Wait Your Turn sarebbe stato il secondo singolo estratto da Rated R; ma in realtà la scelta è poi ricaduta su Hard.
Il brano si protrae per quattro minuti e dieci secondi e sperimenta una sonorità molto eterogenea, dotata di cori militari e note al pianoforte.

## Accoglienza
Hard ha ricevuto molti consensi da parte dei critici musicali. Greg Kot del Chicago Tribune ha detto che Rihanna inveisce nel brano, con "il sostegno del più che mai schietto Young Jeezy". Alexis Petridis dal The Guardian ha affermato che Hard e Rude Boy siano il capolavoro di Rated R, e ha scritto, "entrambi i quali delineano lo stile vocale più avvenente di Rihanna, un po' scontroso, freddo e monotono".

## Promozione
Il 31 dicembre 2009, Rihanna ha cantato Hard per la prima volta durante un concerto di Jay-Z, tenutosi nel Pauley Pavilion. L'8 gennaio 2010 ha interpretato dal vivo la canzone nella cerimonia degli American Music Award 2009 assieme ai brani Wait Your Turn e Mad House; per l'Europa è stato scelto come secondo singolo Rude Boy.

## Video musicale
Il videoclip è stato girato all'inizio di dicembre 2009, diretto da Melina, e in anteprima su MTV il 17 dicembre. Prima del video, Rihanna ha detto in un'intervista a MTV News, "è couture militare. Il tutto è circondato dall'idea di qualcosa di militare. Abbiamo carri armati, abbiamo truppe, elicotteri, esplosioni, un sacco di vestiti carini, un sacco di proiettili. " Il video è caratterizzato da Rihanna e Young Jeezy, in un mix di deserto e di scene militari. Alcune delle immagini ritratte nel video vedono Rihanna nel deserto con camuffamento di guerra e la spalla che esce da essi. Kyle Anderson per MTV News, ha sostenuto "Mi ricorda la clip classica di 2Pac's California Love".
Nel video musicale di "Hard" appaiono soldati con armi militari.
Il video inizia con Rihanna che impartisce ordini ad alcune truppe, atteggiandosi come un ufficiale militare nonostante l'abbigliamento eccentrico. Lei prosegue a piedi scalzi nel deserto con un vestito nero con spalline a spillo, circondata da mine che esplodono. Successivamente lei ed alcuni soldati si rotolano nel fango. In una scena Rihanna gioca a poker e vince. La cantante appare anche brevemente nella parte superiore di un carrarmato di rosa con un casco con le orecchie da mickey mouse. Young Jeezy viene mostrato con una pistola e la scena viene alternata con un'altra dove lui è sopra a una cisterna. Alla fine del video Rihanna sventola una bandiera in mezzo al deserto. Lo stemma è la "R" con cui la cantante si firma.
Pedro Gaston, Spin Magazine, ha detto che il video richiama Janet Jackson "Rhythm Nation" e Christina Aguilera "sic fase Dirrty". Gaston ha inoltre ritenuto che il "vampiro Rihanna, debolmente illuminata mentre schiva le esplosioni nel deserto, è molto allettante, fa desiderare di prendere una pausa dal campo di addestramento e soffocare nel fango. Una spinta morale, senza dubbio!" Bill Agnello di About.com ha valutato il video negativamente, dicendo che la guerra è banalizzata dal glamour, definendolo "uno dei video più insipidi, una mossa offensiva da parte di un artista pop importante nella storia recente, cosa che non riesco a capire ... Rihanna decide di giocare nella torretta di un carro armato colorato di rosa con un abito con le orecchie di Topolino, e la stella dello show appuntata mentre è in biancheria intima e mostra seni nudi con nastro isolante nero sopra i capezzoli e altrove, come se considerasse un carro armato un giocattolo sessuale. "

## Classifiche
| Classifica (2010) | Posizione massima |
| ----------------- | ----------------- |
| Australia         | 51                |
| Canada            | 9                 |
| Irlanda           | 33                |
| Nuova Zelanda     | 15                |
| Regno Unito       | 42                |
| Slovacchia        | 21                |
| Stati Uniti       | 8                 |
| Svezia            | 26                |

### Classifiche di fine anno
| Classifica (2010) | Posizione |
| ----------------- | --------- |
| Stati Uniti       | 49        |

## Pubblicazione
| Paese       | Data di pubblicazione | Etichetta | Formato                  |
| ----------- | --------------------- | --------- | ------------------------ |
| Stati Uniti | 18 gennaio 2010       | Def Jam   | Radio, Download digitale |